# 버번 위스키

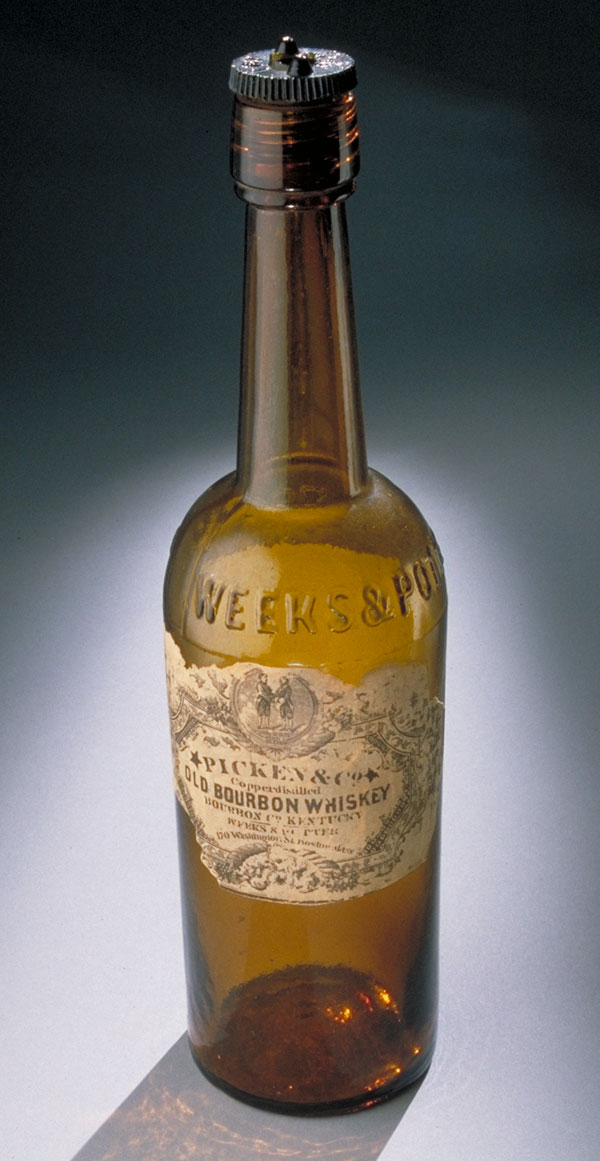
19세기 버번 위스키

버번 위스키(Bourbon whiskey)는 미국 켄터키주를 중심으로 생산되는 위스키로서 옥수수를 증류한 후 숙성시킨 증류주다.
주로 옥수수로 만든 배럴 숙성 아메리칸 위스키의 일종이다. 정확한 영감의 출처는 불확실하지만 이름은 프랑스 부르봉 왕가에서 유래했다. 경쟁자는 켄터키의 버본 카운티와 뉴 올리언스의 버번 스트리트를 포함하며 둘 다 왕조의 이름을 따서 명명되었다. 버번이라는 이름은 1850년대까지 적용되지 않았고 켄터키 어원은 1870년대까지 발전되지 않았다.
버번은 18세기부터 증류되었다. 버번은 미국 어디에서나 만들 수 있지만 일반적으로 미국 남부, 특히 켄터키와 밀접한 관련이 있다. 2014년 현재 미국 내에서 판매되는 버번의 증류주 도매 시장 수익은 약 27억 달러였으며, 버번은 미국 증류주 수출 16억 달러의 약 3분의 2를 차지했다. 미국 증류주 위원회(Distilled Spirits Council of the United States)에 따르면 2018년 미국 양조업자들은 버번 위스키와 테네시 위스키(테네시 주에서 생산되는 밀접하게 관련된 증류주)에서 36억 달러의 수익을 올렸다.
버번은 1964년 미국 의회에서 "미국의 독특한 제품"으로 인정받았다. 미국에서 판매되는 버번은 미국에서 최소 51%의 옥수수를 사용하여 생산되어야 하며 새까맣게 탄 참나무 용기에 보관해야 한다.

## 같이 보기
- 밀조주
- 호밀 위스키